# 18 -eighteen-
18 -eighteen- es el primer disco de estudio de la cantante japonesa Nana Kitade lanzado al mercado el 24 de agosto de 2005 bajo el sello de SME Records

## Detalles
En este disco se incluyen varios singles como Kesenai Tsumi, Utareru Ame, HOLD HEART, pureness, KISS or KISSy Kanashimi no Kizu - 悲しみのキズ (Herida de tristeza) y temas nuevos: Rasen - 螺旋 (Espiral), Alice, Fake, Shunkan - 瞬間 (Instante) y eighteen sky.

## Lista de canciones
1. KISS or KISS 3:57
2. Kesenai Tsumi(Pecado Imborrable) 4:16
3. Rasen(Espiral) 4:09
4. pureness 3:48
5. HOLD HEART 3:59
6. Alice 4:45
7. Kanashimi no Kizu (Herida de tristeza) 4:24
8. Utareru Ame 4:00
9. Fake 4:28
10. Shunkan (Instante) 4:54
11. eighteen sky 4:16

- Datos: Q1931012